# Serie B 2022-2023 (calcio a 5)
La Serie B 2022-2023 è stata la 33ª edizione del campionato nazionale di calcio a 5 di terzo livello. La stagione regolare è iniziata il 1º ottobre 2022 e si è conclusa il 22 aprile 2023, prolungandosi fino al 4 giugno con la disputa dei play-off.

## Regolamento
La stagione 2022-23 è segnata dalla riforma dei campionati che vedrà l'introduzione dal 2023-24 della Serie A2 Élite, che sarà il nuovo secondo livello della piramide sportiva del campionato italiano di calcio a 5.
Le 106 squadre sono divise in 8 gironi, di cui 6 da 13 e 2 da 14 squadre. Verranno promosse in Serie A2 un totale di 31 squadre: le prime tre classificate di ogni girone e le 7 società vincenti il play-off promozione a cui parteciperanno le società classificatesi dal 4º posto alla quarta miglior settima classificata.
La retrocessione ai campionati regionali riguarderà 8 squadre, ovvero le 8 ultime classificate.
Nelle gare ufficiali è fatto obbligo di inserire in distinta giocatori che abbiano compiuto il 15º anno di età, di cui almeno l'80% devono essere formati in Italia.

### Criteri in caso di arrivo a pari punti
In caso di parità di punteggio fra due o più squadre al termine di un campionato, si procede alla compilazione:
- a) dei punti conseguiti negli incontri diretti;
- b) a parità di punti, della differenza tra le reti segnate e quelle subite negli stessi incontri;
- c) della differenza fra reti segnate e subite negli incontri diretti fra le squadre interessate;
- d) della differenza fra reti segnate e subite al termine della Stagione Regolare;
- e) del maggior numero di reti segnate al termine della Stagione Regolare;
- f) del minor numero di reti subite al termine della Stagione Regolare;
- g) del maggior numero di vittorie realizzate al termine della Stagione Regolare;
- h) del minor numero di sconfitte subite al termine della Stagione Regolare;
- i) del maggior numero di vittorie esterne al termine della Stagione Regolare;
- j) del minor numero di sconfitte interne al termine della Stagione Regolare;
- k) del sorteggio.

## Girone A

### Squadre partecipanti
Il girone A comprende 5 squadre lombarde, altrettante sarde e 3 piemontesi. Rispetto all'anno precedente l'Asti Orange viene ripescato in serie A2, mentre Leon e Mediterranea Cagliari rinunciano alla categoria. Elmas, Castellamonte e Real AVM (con sede a Bareggio e dopo il cambio di nome in Real Five Rho) hanno vinto i rispettivi campionati regionali; il Cardano '91 è stato promosso a seguito dei play-off interregionali, mentre il Pavia è stato promosso in virtù del piazzamento nella fase nazionale della Coppa Italia regionale, in quanto le altre 3 semifinaliste erano già promosse d'ufficio avendo vinto i rispettivi campionati regionali. Il Sestu è retrocesso dalla Serie A2, così come Milano, poi ripescato, e Monastir Kosmoto, in A dopo aver assorbito il 360 GG.

### Classifica
|  | Pos. | Squadra        | Pt | G  | V  | N | P  | GF  | GS  | DR  |
|  | ---- | -------------- | -- | -- | -- | - | -- | --- | --- | --- |
|  | 1.   | Avis Isola     | 65 | 24 | 21 | 2 | 1  | 130 | 54  | +76 |
|  | 2.   | Sestu          | 50 | 24 | 15 | 5 | 4  | 115 | 79  | +36 |
|  | 3.   | Videoton Crema | 48 | 24 | 15 | 3 | 6  | 116 | 74  | +42 |
|  | 4.   | MGM 2000       | 40 | 24 | 12 | 4 | 8  | 138 | 110 | +28 |
|  | 5.   | Real Five Rho  | 39 | 24 | 12 | 3 | 9  | 113 | 101 | +12 |
|  | 6.   | Fucsia Nizza   | 37 | 24 | 11 | 4 | 9  | 110 | 106 | +4  |
|  | 7.   | Cardano '91    | 31 | 24 | 9  | 4 | 11 | 84  | 110 | -16 |
|  | 8.   | Jasnagora      | 28 | 24 | 8  | 4 | 12 | 102 | 96  | +6  |
|  | 9.   | Elmas          | 28 | 24 | 9  | 1 | 14 | 87  | 115 | -28 |
|  | 10.  | C'è Chi Ciak   | 27 | 24 | 8  | 3 | 13 | 96  | 120 | -24 |
|  | 11.  | Castellamonte  | 19 | 24 | 6  | 2 | 16 | 85  | 147 | -62 |
|  | 12.  | Cagliari       | 17 | 24 | 4  | 5 | 15 | 84  | 119 | -35 |
|  | 13.  | Pavia          | 16 | 24 | 4  | 4 | 16 | 73  | 112 | -39 |

### Verdetti[8]
- Avis Isola, Sestu, Videoton Crema e, dopo i play-off, MGM 2000 ammessi in Serie A2 2023-24.
- Pavia retrocesso nella Serie C1 della Lombardia.

## Girone B

### Squadre partecipanti
Il girone B è formato da 9 venete, 2 friulane e altrettante provenienti dal Trentino-Alto Adige. Rispetto alla stagione precedente, l'Udine City ha rinunciato all'iscrizione, venendo sostituito dal ripescaggio del retrocesso Giorgione. L'Atesina (con sede a Laives) e i mestrini del Bissuola hanno vinto i rispettivi campionati regionali, così come il New Team Lignano, che però ha preferito rimanere nel campionato regionale di Serie C.

### Classifica
|  | Pos. | Squadra              | Pt | G  | V  | N | P  | GF  | GS  | DR  |
|  | ---- | -------------------- | -- | -- | -- | - | -- | --- | --- | --- |
|  | 1.   | Maccan Prata         | 65 | 24 | 21 | 2 | 1  | 145 | 59  | +86 |
|  | 2.   | Cornedo              | 53 | 24 | 16 | 5 | 3  | 119 | 67  | +52 |
|  | 3.   | Olympia Rovereto     | 48 | 24 | 14 | 6 | 4  | 110 | 65  | +35 |
|  | 4.   | Bissuola             | 43 | 24 | 13 | 4 | 7  | 93  | 72  | +21 |
|  | 5.   | Belluno              | 41 | 24 | 12 | 5 | 7  | 88  | 60  | +28 |
|  | 6.   | Giorgione            | 31 | 24 | 9  | 4 | 11 | 91  | 81  | +10 |
|  | 7.   | Padova               | 30 | 24 | 7  | 9 | 8  | 85  | 98  | -13 |
|  | 8.   | Isola 5              | 28 | 24 | 8  | 4 | 12 | 80  | 98  | -18 |
|  | 9.   | Palmanova            | 26 | 24 | 7  | 5 | 12 | 92  | 114 | -22 |
|  | 10.  | Atesina              | 24 | 24 | 6  | 6 | 12 | 77  | 98  | -21 |
|  | 11.  | Tiemme Grangiorgione | 22 | 24 | 7  | 1 | 16 | 70  | 119 | -49 |
|  | 12.  | Gifema Luparense     | 18 | 24 | 4  | 6 | 14 | 93  | 132 | -39 |
|  | 13.  | Vicinalis            | 8  | 24 | 2  | 3 | 19 | 50  | 120 | -70 |

### Verdetti[8]
- Maccan Prata, Cornedo, Olympia Rovereto e, dopo i play-off, Canottieri Belluno ammessi in Serie A2 2023-24.
- Vicinalis retrocesso nella Serie C1 del Veneto ma successivamente ripescato. Palmanova e Gifema Luparense non iscritte al campionato successivo.

## Girone C
Il girone C contiene una squadra ligure, 7 squadre toscane e 6 emiliano-romagnole. Rispetto alla stagione passata, Lastrigiana e Pro Patria San Felice rinunciano alla categoria. Bordighera Sant'Ampelio, Mattagnanese (con sede a Borgo San Lorenzo) e Real Casalgrandese hanno vinto i rispettivi campionati regionali, mentre la Vigor Fucecchio è risultato vincitore degli spareggi interregionali. A completamento dell'organico è stato ripescato il Balça Poggese di Poggio Renatico. Durante l'estate, la sezione calcettistica del Fossolo 76 è stata scissa dalla società calcistica affinché potesse affiliarsi al Bologna Football Club 1909, con denominazione BFC 1909 Futsal.

### Classifica
|                                    | Pos. | Squadra                 | Pt | G  | V  | N | P  | GF  | GS  | DR   |
| ---------------------------------- | ---- | ----------------------- | -- | -- | -- | - | -- | --- | --- | ---- |
| Vincitrice della Coppa Italia di B | 1.   | OR Reggio Emilia        | 71 | 26 | 23 | 2 | 1  | 139 | 44  | +95  |
|                                    | 2.   | Bologna                 | 62 | 26 | 19 | 5 | 2  | 138 | 64  | +74  |
|                                    | 3.   | Atlante Grosseto        | 58 | 26 | 19 | 1 | 6  | 115 | 69  | +46  |
|                                    | 4.   | Sangiovannese           | 54 | 26 | 17 | 3 | 6  | 157 | 104 | +53  |
|                                    | 5.   | Futsal Prato            | 48 | 26 | 14 | 6 | 6  | 107 | 85  | +22  |
|                                    | 6.   | Pontedera               | 46 | 26 | 14 | 4 | 8  | 117 | 93  | +24  |
|                                    | 7.   | Mattagnanese            | 44 | 26 | 14 | 2 | 10 | 115 | 82  | +33  |
|                                    | 8.   | Balça Poggese           | 30 | 26 | 9  | 3 | 14 | 88  | 115 | -27  |
|                                    | 9.   | Sant'Agata              | 26 | 26 | 6  | 8 | 12 | 119 | 142 | -23  |
|                                    | 10.  | Arpi Nova               | 22 | 26 | 6  | 4 | 16 | 84  | 121 | -37  |
|                                    | 11.  | Real Casalgrandese      | 22 | 26 | 6  | 4 | 16 | 65  | 105 | -40  |
|                                    | 12.  | Vigor Fucecchio         | 21 | 26 | 6  | 3 | 17 | 91  | 137 | -46  |
|                                    | 13.  | Aposa                   | 14 | 26 | 3  | 5 | 18 | 67  | 131 | -64  |
|                                    | 14.  | Bordighera Sant'Ampelio | 2  | 26 | 0  | 2 | 24 | 54  | 164 | -110 |

### Verdetti[8]
- OR Reggio Emilia, Bologna e Atlante Grosseto ammessi in Serie A2 2023-24.
- Bordighera Sant'Ampelio retrocesso nella Serie C1 della Liguria.
- Aposa non iscritta al campionato successivo.

## Girone D

### Squadre partecipanti
Il girone D contiene 2 squadre emiliano-romagnole, 2 umbre e 9 marchigiane. Rispetto alla stagione passata la Lastrigiana rinuncia alla categoria. Grifoni (con sede a Spello) e CUS Macerata hanno vinto i rispettivi campionati regionali, mentre a completamento dell'organico è stato ripescato il Cerreto d'Esi. Buldog Lucrezia e CUS Ancona sono retrocessi dall'A2, mentre il Montesicuro Tre Colli ha cambiato denominazione in "Futsal Ancona".

### Classifica
|  | Pos. | Squadra         | Pt | G  | V  | N  | P  | GF  | GS  | DR  |
|  | ---- | --------------- | -- | -- | -- | -- | -- | --- | --- | --- |
|  | 1.   | Russi           | 58 | 24 | 19 | 1  | 4  | 139 | 81  | +58 |
|  | 2.   | Dozzese         | 55 | 24 | 17 | 4  | 3  | 145 | 67  | +78 |
|  | 3.   | Potenza Picena  | 45 | 24 | 13 | 6  | 5  | 100 | 76  | +24 |
|  | 4.   | Ternana         | 45 | 24 | 14 | 3  | 7  | 87  | 68  | +19 |
|  | 5.   | Recanati        | 43 | 24 | 12 | 7  | 5  | 82  | 62  | +20 |
|  | 6.   | Buldog Lucrezia | 43 | 24 | 11 | 10 | 3  | 74  | 58  | +16 |
|  | 7.   | Futsal Ancona   | 33 | 24 | 9  | 6  | 9  | 91  | 89  | +2  |
|  | 8.   | Cerreto d'Esi   | 30 | 24 | 9  | 3  | 12 | 86  | 107 | -21 |
|  | 9.   | CUS Ancona      | 23 | 24 | 7  | 2  | 15 | 68  | 119 | -51 |
|  | 10.  | Corinaldo       | 22 | 24 | 6  | 4  | 14 | 78  | 96  | -18 |
|  | 11.  | Eta Beta        | 21 | 24 | 6  | 3  | 15 | 68  | 90  | -22 |
|  | 12.  | Grifoni         | 19 | 24 | 5  | 4  | 15 | 71  | 104 | -33 |
|  | 13.  | CUS Macerata    | 3  | 24 | 0  | 3  | 21 | 64  | 136 | -72 |

### Verdetti[8]
- Russi, Dozzese, Potenza Picena  e, dopo i play-off, Ternana ammessi in Serie A2 2023-24.
- Buldog Lucrezia ripescato in Serie A2 2023-24. CUS Macerata retrocesso nella Serie C1 delle Marche ma successivamente ripescato. Futsal Ancona non iscritto al campionato successivo.

## Girone E

### Squadre partecipanti
Il girone E è l'unico girone che contiene società provenienti esclusivamente da una singola regione: sono infatti 14 le partecipanti, tutte laziali. I marinesi del Castel Fontana e i romani del Laurentino Futsal Academy hanno vinto i due gironi di C1 laziale, mentre l'Atletico Grande Impero (con sede a Roma) è stato ammesso, a completamento d'organico, per sopperire al ripescaggio dell'EUR Massimo in A2. Dalla categoria superiore sono invece retrocessi i pometini della Mirafin e i romani della Nordovest, che ha cambiato denominazione in "Club Sport Roma".

### Classifica
|  | Pos. | Squadra                | Pt | G  | V  | N | P  | GF  | GS  | DR  |
|  | ---- | ---------------------- | -- | -- | -- | - | -- | --- | --- | --- |
|  | 1.   | Cioli AV               | 69 | 26 | 22 | 3 | 1  | 151 | 65  | +86 |
|  | 2.   | Città di Anzio         | 57 | 26 | 18 | 3 | 5  | 125 | 70  | +55 |
|  | 3.   | Castel Fontana         | 49 | 26 | 15 | 4 | 7  | 116 | 81  | +35 |
|  | 4.   | Real Fabrica           | 47 | 26 | 14 | 5 | 7  | 89  | 71  | +18 |
|  | 5.   | Roma 3Z                | 43 | 26 | 12 | 7 | 7  | 99  | 73  | +26 |
|  | 6.   | Mirafin                | 42 | 26 | 12 | 6 | 8  | 86  | 80  | +6  |
|  | 7.   | Real Ciampino          | 40 | 26 | 12 | 4 | 10 | 109 | 89  | +20 |
|  | 8.   | Atletico Grande Impero | 38 | 26 | 12 | 2 | 12 | 74  | 83  | -9  |
|  | 9.   | United Pomezia         | 31 | 26 | 9  | 4 | 13 | 84  | 100 | -16 |
|  | 10.  | Laurentino F.A.        | 27 | 26 | 8  | 3 | 15 | 89  | 101 | -12 |
|  | 11.  | Real Terracina         | 26 | 26 | 8  | 2 | 16 | 95  | 123 | -28 |
|  | 12.  | Aprilia                | 20 | 26 | 4  | 8 | 14 | 83  | 128 | -45 |
|  | 13.  | Velletri               | 18 | 26 | 4  | 6 | 16 | 65  | 137 | -72 |
|  | 14.  | Club Sport Roma        | 10 | 26 | 3  | 1 | 22 | 43  | 107 | -64 |

### Verdetti[8]
- Cioli AV, Città di Anzio e Castel Fontana ammessi in Serie A2 2023-24.
- Real Fabrica e Roma 3Z ripescati in Serie A2 2023-24. Club Sport Roma retrocesso nella Serie C1 del Lazio ma successivamente ripescato. Laurentino Futsal Academy e Real Terracina non iscritte al campionato successivo.

## Girone F
Il girone F contiene 5 squadre abruzzesi, altrettante campane, due laziali e una molisana. Sulmona e Napoli Barrese hanno vinto i rispettivi campionati regionali, mentre Celano e Casagiove hanno vinto i play-off interregionali. Il Campobasso, vincente del suo girone regionale, non si è iscritto alla categoria. Dall'A2 sono retrocessi Academy Pescara e gli ortonesi della Tombesi, mentre la Real Dem di Montesilvano e gli ischiani della Virtus Libera Forio sono stati ripescati.

### Classifica
|  | Pos. | Squadra             | Pt | G  | V  | N | P  | GF  | GS  | DR   |
|  | ---- | ------------------- | -- | -- | -- | - | -- | --- | --- | ---- |
|  | 1.   | Academy Pescara     | 60 | 24 | 19 | 3 | 2  | 110 | 54  | +56  |
|  | 2.   | Tombesi             | 59 | 24 | 19 | 2 | 3  | 155 | 74  | +81  |
|  | 3.   | Napoli Barrese      | 53 | 24 | 17 | 2 | 5  | 120 | 80  | +40  |
|  | 4.   | A.M.B. Frosinone    | 44 | 24 | 13 | 5 | 6  | 121 | 95  | +26  |
|  | 5.   | Celano              | 44 | 24 | 14 | 2 | 8  | 132 | 94  | +38  |
|  | 6.   | Sulmona             | 39 | 24 | 12 | 3 | 9  | 117 | 106 | +11  |
|  | 7.   | Virtus Libera Forio | 36 | 24 | 11 | 3 | 10 | 111 | 85  | +26  |
|  | 8.   | Casagiove           | 32 | 24 | 9  | 5 | 10 | 101 | 105 | -4   |
|  | 9.   | Real Dem            | 19 | 24 | 6  | 1 | 17 | 67  | 176 | -109 |
|  | 10.  | Sporting Venafro    | 19 | 24 | 6  | 1 | 17 | 123 | 148 | -25  |
|  | 11.  | Forte Colleferro    | 17 | 24 | 5  | 2 | 17 | 75  | 116 | -41  |
|  | 12.  | Leoni Acerra        | 16 | 24 | 5  | 1 | 18 | 95  | 146 | -51  |
|  | 13.  | Junior Domitia      | 15 | 24 | 5  | 0 | 19 | 80  | 128 | -48  |

### Verdetti[8]
- Academy Pescara, Tombesi, Napoli Barrese e, dopo i play-off, A.M.B. Frosinone e Celano ammessi in Serie A2 2023-24.
- Real Dem ripescato in Serie A2 2023-24. Junior Domitia retrocesso nella Serie C1 della Campania ma successivamente ripescato. Napoli Barrese non ammesso in Serie A2 2023-24 dopo parere negativo della CoViSod. Sporting Venafro non iscritto al campionato successivo.

## Girone G

### Squadre partecipanti
Il girone G contiene 8 squadre pugliesi, 4 lucane e solamente una campana. Il Torremaggiore è stato escluso dal campionato nel momento delle iscrizioni, l'Atletico Cassano rinuncia all'iscrizione dopo la retrocessione dall'A2. Comprensorio Sport Pisticci e Futsal Noci 2019 sono state promosse in seguito alla vittoria dei rispettivi campionati regionali, mentre New Taranto e Audace Monopoli sono state ripescate a completamento d'organico. Il Bernalda è invece retrocesso dalla Serie A2.

### Classifica
|  | Pos. | Squadra                     | Pt | G  | V  | N | P  | GF  | GS  | DR   |
|  | ---- | --------------------------- | -- | -- | -- | - | -- | --- | --- | ---- |
|  | 1.   | New Taranto                 | 60 | 24 | 19 | 3 | 2  | 119 | 52  | +67  |
|  | 2.   | Dream T. Palo del Colle     | 53 | 24 | 16 | 5 | 3  | 97  | 46  | +51  |
|  | 3.   | Sammichele                  | 52 | 24 | 16 | 4 | 4  | 123 | 62  | +61  |
|  | 4.   | Audace Monopoli             | 43 | 24 | 12 | 7 | 5  | 114 | 80  | +34  |
|  | 5.   | Diaz Bisceglie              | 42 | 24 | 12 | 6 | 6  | 96  | 62  | +34  |
|  | 6.   | Castellana                  | 34 | 24 | 9  | 7 | 8  | 70  | 78  | -8   |
|  | 7.   | Bitonto                     | 33 | 24 | 10 | 3 | 11 | 88  | 75  | +13  |
|  | 8.   | Bernalda                    | 28 | 24 | 8  | 4 | 12 | 91  | 90  | +1   |
|  | 9.   | Futsal Noci 2019            | 27 | 24 | 7  | 6 | 11 | 81  | 78  | +3   |
|  | 10.  | Senise                      | 26 | 24 | 8  | 2 | 14 | 81  | 117 | -36  |
|  | 11.  | Potenza                     | 24 | 24 | 7  | 3 | 14 | 88  | 112 | -24  |
|  | 12.  | Alma Salerno                | 10 | 24 | 2  | 4 | 18 | 62  | 145 | -83  |
|  | 13.  | Comprensorio Sport Pisticci | 9  | 24 | 3  | 0 | 21 | 53  | 166 | -113 |

### Verdetti[8]
- New Taranto, Dream Team Palo del Colle, Sammichele e, dopo i play-off, Audace Monopoli e Bitonto ammessi in Serie A2 2023-24.
- Comprensorio Sport Pisticci retrocesso nella Serie C1 della Basilicata.
- Alma Salerno non iscritta al campionato successivo.

## Girone H
Il girone H vede la presenza di 9 squadre siciliane e 4 calabresi. Rispetto alla scorsa stagione la Meriense risulta non iscritta. Real Termini Rekogest e la storica Megara Augusta vincono i due gironi siciliani e vengono raggiunte dalle ripescate Villaurea (sempre con sede a Termini Imerese) e Mirto (retrocesso nella stagione precedente). L'Arcobaleno Ispica retrocede dalla serie A2,  il Soccer Montalto si scinde e lascia spazio al Città di Acri.Mentre il Cataforio Vincitrice della Serie C1 Calabria non scrive al campionato pero prosegue con il settore giovanile

### Classifica
|  | Pos. | Squadra               | Pt | G  | V  | N | P  | GF  | GS  | DR  |
|  | ---- | --------------------- | -- | -- | -- | - | -- | --- | --- | --- |
|  | 1.   | Mascalucia            | 52 | 22 | 16 | 4 | 2  | 86  | 46  | +40 |
|  | 2.   | Lamezia               | 45 | 22 | 13 | 6 | 3  | 79  | 52  | +27 |
|  | 3.   | Città di Palermo      | 44 | 22 | 14 | 5 | 3  | 86  | 53  | +33 |
|  | 4.   | Messina Futsal        | 43 | 22 | 13 | 4 | 5  | 103 | 63  | +40 |
|  | 5.   | Acireale              | 28 | 22 | 8  | 4 | 10 | 75  | 76  | -1  |
|  | 6.   | Casali del Manco      | 26 | 22 | 7  | 5 | 10 | 68  | 72  | -4  |
|  | 7.   | Villaurea             | 26 | 22 | 7  | 5 | 10 | 53  | 67  | -14 |
|  | 8.   | Città di Acri         | 22 | 22 | 6  | 4 | 12 | 67  | 81  | -14 |
|  | 9.   | Arcobaleno Ispica     | 21 | 22 | 6  | 3 | 13 | 50  | 67  | -17 |
|  | 10.  | Mirto                 | 21 | 22 | 6  | 3 | 13 | 82  | 119 | -37 |
|  | 11.  | Monreale              | 20 | 22 | 5  | 5 | 12 | 77  | 95  | -18 |
|  | 12.  | Real Termini Rekogest | 20 | 22 | 6  | 2 | 14 | 61  | 96  | -35 |
|  | −    | Megara Augusta        | −  | −  | −  | − | −  | −   | −   | −   |

### Verdetti[8]
- Mascalucia, Lamezia e Città di Palermo ammessi in Serie A2 2023-24.
- Real Termini Rekogest retrocesso nella Serie C1 della Sicilia.
- Messina Futsal ripescato in Serie A2 2023-24. Monreale non iscritto al campionato successivo.
- Megara Augusta rinuncia alla partecipazione del campionato a stagione in corso (13ª giornata). Le gare disputate dalla società non sono considerate valida ai fini della classifica. Nelle rimanenti partite, le società che avrebbero dovuto incontrare il Megara Augusta osservano un turno di riposo[17].

## Play-off
Per decretare le ulteriori sette promozioni in Serie A2 si procederà allo svolgimento dei play-off. Ai play-off sono qualificate le squadre giunte dalla seconda posizione alla quarta miglior settima. Le 28 squadre saranno divise in 7 tabelloni composti da 4 squadre e saranno divisi in base al ranking di fine stagione, definiti con gare di semifinale e finale con formula di andata e ritorno. In entrambi i turni la gara di ritorno sarà disputata in casa della migliore testa di serie. Le 7 vincenti dei tabelloni saranno promosse in Serie A2.

### Squadre qualificate
| Girone A | Girone A      | Girone A | Girone A | Girone B | Girone B            | Girone B           | Girone B | Girone C | Girone C        | Girone C           | Girone C | Girone D | Girone D         | Girone D           | Girone D |
| Pos.     | Squadra       | MP       | TS       | Pos.     | Squadra             | MP                 | TS       | Pos.     | Squadra         | MP                 | TS       | Pos.     | Squadra          | MP                 | TS       |
| 4        | MGM 2000      | 1.67     | 8        | 4        | Bissuola            | 1.79 (0,88 m.d.r.) | 7        | 4        | Sangiovannese   | 2.08               | 1        | 4        | Ternana          | 1.88               | 3        |
| 5        | Real Five Rho | 1.63     | 15       | 5        | Belluno             | 1.71               | 13       | 5        | Futsal Prato    | 1.85               | 9        | 5        | Recanati         | 1.79               | 11       |
| 6        | Fucsia Nizza  | 1.54     | 21       | 6        | Giorgione           | 1.29               | 23       | 6        | Pontedera       | 1.77               | 18       | 6        | Buldog Lucrezia  | 1.79               | 17       |
| 7        | Cardano '91   | 1.29     |          | 7        | Padova              | 1.25               |          | 7        | Mattagnanese    | 1.69               | 25       | 7        | Futsal Ancona    | 1.38 (0,08 m.d.r.) |          |
| Girone E | Girone E      | Girone E | Girone E | Girone F | Girone F            | Girone F           | Girone F | Girone G | Girone G        | Girone G           | Girone G | Girone H | Girone H         | Girone H           | Girone H |
| Pos.     | Squadra       | MP       | TS       | Pos.     | Squadra             | MP                 | TS       | Pos.     | Squadra         | MP                 | TS       | Pos.     | Squadra          | MP                 | TS       |
| 4        | Real Fabrica  | 1.81     | 5        | 4        | A.M.B. Frosinone    | 1.83               | 4        | 4        | Audace Monopoli | 1.79 (1,42 m.d.r.) | 6        | 4        | Messina Futsal   | 1.95               | 2        |
| 5        | Roma 3Z       | 1.65     | 14       | 5        | Celano              | 1.83               | 10       | 5        | Diaz Bisceglie  | 1.75               | 12       | 5        | Acireale         | 1.27               | 16       |
| 6        | Mirafin       | 1.62     | 20       | 6        | Sulmona             | 1.63               | 19       | 6        | Castellana      | 1.42               | 22       | 6        | Casali del Manco | 1.18               | 24       |
| 7        | Real Ciampino | 1.54     | 26       | 7        | Virtus Libera Forio | 1.50               | 27       | 7        | Bitonto         | 1.38 (0,54 m.d.r.) | 28       | 7        | Villaurea        | 1.18               |          |

### Tabelloni
|  | Semifinali    | Semifinali    | Semifinali | Semifinali | Semifinali |  |  | Finale        | Finale        | Finale | Finale | Finale |  |
|  |               |               |            |            |            |  |  |               |               |        |        |        |  |
|  | Sangiovannese | Sangiovannese | 1          | 6          | 7          |  |  |               |               |        |        |        |  |
|  | Bitonto       | Bitonto       | 4          | 4          | 8          |  |  | Bitonto       | Bitonto       | 5      | 2      | 7      |  |
|  | Roma 3Z       | Roma 3Z       | 4          | 6          | 10         |  |  | Real Five Rho | Real Five Rho | 0      | 5      | 5      |  |
|  | Real Five Rho | Real Five Rho | 9          | 7          | 16         |  |  |               |               |        |        |        |  |

|  | Semifinali             | Semifinali             | Semifinali | Semifinali | Semifinali |  |  | Finale                 | Finale                 | Finale | Finale | Finale |  |
|  |                        |                        |            |            |            |  |  |                        |                        |        |        |        |  |
|  | A.M.B. Frosinone (dts) | A.M.B. Frosinone (dts) | 2          | 5          | 7          |  |  |                        |                        |        |        |        |  |
|  | Mattagnanese           | Mattagnanese           | 3          | 2          | 5          |  |  | A.M.B. Frosinone (dts) | A.M.B. Frosinone (dts) | 2      | 9      | 11     |  |
|  | Recanati               | Recanati               | 2          | 5          | 7          |  |  | Recanati               | Recanati               | 2      | 5      | 7      |  |
|  | Pontedera              | Pontedera              | 1          | 2          | 3          |  |  |                        |                        |        |        |        |  |

|  | Semifinali   | Semifinali   | Semifinali | Semifinali | Semifinali |  |  | Finale   | Finale   | Finale | Finale | Finale |  |
|  |              |              |            |            |            |  |  |          |          |        |        |        |  |
|  | Bissuola     | Bissuola     | 7          | 5          | 12         |  |  |          |          |        |        |        |  |
|  | Castellana   | Castellana   | 2          | 4          | 6          |  |  | Bissuola | Bissuola | 4      | 5      | 9      |  |
|  | MGM 2000     | MGM 2000     | 11         | 7          | 18         |  |  | MGM 2000 | MGM 2000 | 7      | 5      | 12     |  |
|  | Fucsia Nizza | Fucsia Nizza | 5          | 2          | 7          |  |  |          |          |        |        |        |  |

|  | Semifinali      | Semifinali      | Semifinali | Semifinali | Semifinali |  |  | Finale                | Finale                | Finale | Finale | Finale |  |
|  |                 |                 |            |            |            |  |  |                       |                       |        |        |        |  |
|  | Futsal Prato    | Futsal Prato    | 2          | 3          | 5          |  |  |                       |                       |        |        |        |  |
|  | Mirafin         | Mirafin         | 5          | 3          | 8          |  |  | Mirafin               | Mirafin               | 2      | 4      | 6      |  |
|  | Audace Monopoli | Audace Monopoli | 8          | 6          | 14         |  |  | Audace Monopoli (dts) | Audace Monopoli (dts) | 2      | 5      | 7      |  |
|  | Giorgione       | Giorgione       | 5          | 4          | 9          |  |  |                       |                       |        |        |        |  |

|  | Semifinali       | Semifinali       | Semifinali | Semifinali | Semifinali |  |  | Finale       | Finale       | Finale | Finale | Finale |  |
|  |                  |                  |            |            |            |  |  |              |              |        |        |        |  |
|  | Celano (dts)     | Celano (dts)     | 3          | 8          | 11         |  |  |              |              |        |        |        |  |
|  | Sulmona          | Sulmona          | 6          | 4          | 10         |  |  | Celano       | Celano       | 4      | 7      | 11     |  |
|  | Real Fabrica     | Real Fabrica     | 6          | 5          | 11         |  |  | Real Fabrica | Real Fabrica | 3      | 7      | 10     |  |
|  | Casali del Manco | Casali del Manco | 3          | 1          | 4          |  |  |              |              |        |        |        |  |

|  | Semifinali      | Semifinali      | Semifinali | Semifinali | Semifinali |  |  | Finale          | Finale          | Finale | Finale | Finale |  |
|  |                 |                 |            |            |            |  |  |                 |                 |        |        |        |  |
|  | Ternana         | Ternana         | 3          | 5          | 8          |  |  |                 |                 |        |        |        |  |
|  | Real Ciampino   | Real Ciampino   | 3          | 1          | 4          |  |  | Ternana (dts)   | Ternana (dts)   | 2      | 4      | 6      |  |
|  | Diaz Bisceglie  | Diaz Bisceglie  | 3          | 0          | 3          |  |  | Buldog Lucrezia | Buldog Lucrezia | 2      | 1      | 3      |  |
|  | Buldog Lucrezia | Buldog Lucrezia | 1          | 4          | 5          |  |  |                 |                 |        |        |        |  |

|  | Semifinali          | Semifinali          | Semifinali | Semifinali | Semifinali |  |  | Finale              | Finale              | Finale | Finale | Finale |  |
|  |                     |                     |            |            |            |  |  |                     |                     |        |        |        |  |
|  | Belluno             | Belluno             | 5          | 6          | 11         |  |  |                     |                     |        |        |        |  |
|  | Acireale            | Acireale            | 1          | 2          | 3          |  |  | Belluno             | Belluno             | 5      | 3      | 8      |  |
|  | Messina Futsal      | Messina Futsal      | 1          | 1          | 2          |  |  | Virtus Libera Forio | Virtus Libera Forio | 1      | 0      | 1      |  |
|  | Virtus Libera Forio | Virtus Libera Forio | 2          | 3          | 5          |  |  |                     |                     |        |        |        |  |

### Primo turno
Gli incontri del I turno si sono disputati il 13 e 20 maggio, con ritorno in casa della squadra meglio classificata al termine della stagione regolare. In caso di parità nel punteggio complessivo al termine delle gare si svolgeranno due tempi supplementari di 5 minuti. In caso di ulteriore parità si procederà allo svolgimento dei tiri di rigore. Le 14 squadre vincenti accederanno al secondo turno.
| Squadra 1           | Totale  | Squadra 2        | Andata | Ritorno     |
| ------------------- | ------- | ---------------- | ------ | ----------- |
| Bitonto             | 8 - 7   | Sangiovannese    | 4 - 1  | 4 - 6       |
| Real Five Rho       | 16 - 10 | Roma 3Z          | 9 - 4  | 7 - 6       |
| Mattagnanese        | 5 - 7   | A.M.B. Frosinone | 3 - 2  | 2 - 5 (dts) |
| Pontedera           | 3 - 7   | Recanati         | 1 - 2  | 2 - 5       |
| Castellana          | 6 - 12  | Bissuola         | 2 - 7  | 4 - 5       |
| Fucsia Nizza        | 7 - 18  | MGM 2000         | 5 - 11 | 2 - 7       |
| Mirafin             | 8 - 5   | Futsal Prato     | 5 - 2  | 3 - 3       |
| Giorgione           | 9 - 14  | Audace Monopoli  | 5 - 8  | 4 - 6       |
| Sulmona             | 10 - 11 | Celano           | 6 - 3  | 4 - 8 (dts) |
| Casali del Manco    | 4 - 11  | Real Fabrica     | 3 - 6  | 1 - 5       |
| Real Ciampino       | 4 - 8   | Ternana          | 3 - 3  | 1 - 5       |
| Buldog Lucrezia     | 5 - 3   | Diaz Bisceglie   | 1 - 3  | 4 - 0       |
| Acireale            | 3 - 11  | Belluno          | 1 - 5  | 2 - 6       |
| Virtus Libera Forio | 5 - 2   | Messina Futsal   | 2 - 1  | 3 - 1       |

### Secondo turno
Gli incontri del II turno si sono disputati il 27 maggio e tra il 3 e il giugno, con ritorno in casa della squadra meglio classificata al termine della stagione regolare. In caso di parità nel punteggio complessivo al termine delle gare si sono svolti due tempi supplementari di 5 minuti. In caso di ulteriore parità si sarebbe proceduto allo svolgimento dei tiri di rigore. Le 7 squadre vincenti sono state promosse in Serie A2.
| Squadra 1           | Totale  | Squadra 2        | Andata | Ritorno     |
| ------------------- | ------- | ---------------- | ------ | ----------- |
| Bitonto             | 7 - 5   | Real Five Rho    | 5 - 0  | 2 - 5       |
| Recanati            | 7 - 11  | A.M.B. Frosinone | 2 - 2  | 5 - 9 (dts) |
| MGM 2000            | 12 - 9  | Bissuola         | 7 - 4  | 5 - 5       |
| Mirafin             | 6 - 7   | Audace Monopoli  | 2 - 2  | 4 - 5 (dts) |
| Celano              | 11 - 10 | Real Fabrica     | 4 - 3  | 7 - 7       |
| Buldog Lucrezia     | 3 - 6   | Ternana          | 2 - 2  | 1 - 4 (dts) |
| Virtus Libera Forio | 1 - 8   | Belluno          | 1 - 5  | 0 - 3       |